# Alberico Tomacelli
Alberico Tomacelli, né à Gênes, Italie, et mort en 1130, est un  cardinal italien  de l'Église catholique du XIIe siècle.

## Biographie
Le pape Honorius II le créé cardinal en décembre 1125. Il  participe à l'élection de l'antipape Anaclète II peu avant sa mort.